# Institut Català de les Arts del Llibre
L'Institut Català de les Arts del Llibre va ser una corporació activa a Barcelona des de 1898 fins a 1939. Fundada per Josep Lluís Pellicer, Eudald Canivell i Josep Cunill, hi col·laboraren també Joaquim Casas i Carbó, Joan Russell i Anglarill, Àlvar Verdaguer, Joseph Thomas o Fidel Giró, entre d'altres. L'entitat, recollint alhora els interessos obrers, aleshores d’orientació anarquista, i els dels industrials que n’eren els patrons, aplegà els diferents sectors de les arts gràfiques amb una doble finalitat, gremial i també formativa, en un moment en què no hi havia  cap ensenyament oficial d’aquestes arts.

## Història
La sessió constitutiva de l’Institut va tenir lloc el 6 de novembre de 1898, en la qual es nomenava com a president Josep Lluís Pellicer i com a secretari, Josep Cunill. Els seus objectius –definits en els Estatus, modificats el 1905 i novament revisats més endavant– eren: fundar una escola de l’ofici, que seria l’Escola Pràctica Professional, potenciar la solidaritat i els lligams professionals entre els socis, intervenir en les disposicions administratives dictades pels poders públics i servir de componedors entre industrials, operaris i clients, quan això els fos sol·licitat. Les set agrupacions en què s'organitzava el centre eren: impressors; litògrafs; fotografia, fotogravat i fototípia; enquadernadors; material d’estampació; editors; literats, dibuixants i gravadors. El 1923 s'hi afegiria la de llibreters.
El finançament econòmic provenia de les quotes dels socis, donatius o col·laboracions voluntàries i subvencions públiques de l’Ajuntament i la Diputació de Barcelona, en els seus primers anys; de la Mancomunitat i la Generalitat en anys posteriors, així com del Ministeri d’Intrucció Pública i la Cambra Oficial del Llibre de Barcelona.
Els successius presidents de la institució van ser: Josep Lluís Pellicer, des de 1898 fins al 1901, any de la seva mort; Pau Riera i Sans, fins a finals de 1902; Pau Salvat, el bienni 1902-1903; Francesc Simon i Font, fins a 1907; Andreu López, Antoni Virgili i Ceferí Gorchs, en els següents biennis; Joan Russell, els anys de la Primera Guerra Mundial; Ramon Miquel i Planas, en la dècada dels anys 20; Santiago Salvat i Arcadi de Bobes, al llarg dels anys 30; Àngel Bueso, a parir de juliol de 1936, fins que la presidència de l'entitat és assumida per la Generalitat de Catalunya.
L'entitat va congregar al llarg d'aquells anys una gran part dels industrials, artistes i professionals relacionats amb les arts gràfiques a Catalunya: Manuel Salvat, Josep Espasa, Eugeni Subirana, Lluís Tasso, Jaume Jepús, Heribert Mariezcurrena, els germans Serra, Gustau Gili, Joaquim Figuerola, Joaquim Renart, Josep Triadó. La creació i activitat de l’Institut permeten considerar la importància assolida en les arts gràfiques en l’època modernista i la puixança del sector de l'edició, que a finals de segle xix ja era la segona indústria catalana després del tèxtil.
La institució va ser clausurada el 1939.

## L’Escola Pràctica Professional de les Arts del Llibre
L'Escola Pràctica Professional de les Arts del Llibre era un dels objectius fonamentals de la institució, ja que fins aleshores la formació que rebien els professionals de l’ofici s'havia basat en l'experiència acumulada en els llocs de treball.
Es prengué model en les escoles europees de París, Leipzig i Milà, es va fer un cicle de conferències preparatòries, es definiren les matèries que s'havien d’impartir i es llogà un local al carrer de Consell de Cent, 334, de Barcelona. Tingué retards importants i l’activitat de l’Escola no va començar fins al 1905. I encara va ser objecte d'una reestructuració, proposada pel nou director Francesc Simon, que va implicar el trasllat al carrer de Pau Claris, 73 (actualment 153-155). El gener de 1906 començaren les classes en la novament inaugurada Escola. El programa incloïa: Tipografia (caixes i màquines), composició a màquina, litografia, enquadernació, dibuix i gramàtica castellana. Entre el professorat hi havia professionals de la impressió i la tipografia amb àmplia experiència: Fidel Giró (màquines), Joan Russell (caixes), Jaume Parés (litografia), Jaume Rovira (relligat), Pasqual Sanz Barrera (dibuix).
El nombre de matriculats era al voltant de dos-cents alumnes, que solien ser aprenents en diversos tallers, i per això les classes es feien a última hora del vespre, entre les 20 h. i les 21.30 h., de dilluns a dissabte, i de vegades també els diumenges al matí. Només calia haver fet els tretze anys i saber llegir i escriure. La formació a l’Escola Pràctica era gratuïta. Per l’Escola passaren com a alumnes un gran nombre d’editors, enquadernadors, gravadors i tota mena d’artistes i professionals de l’ofici: Emili Brugalla, Jaume Aymà, Joan G. Junceda, Joaquim Martra-Ballbé, Albert Ràfols Cullerés, Alexandre Cardunets, Josep Torné, Ramon Tobella...

## LaRevista Gráfica
A més de monografies, memòries, edicions de bibliòfil i almanacs, l'entitat publicà la Revista Gráfica (1900-28), el seu òrgan de comunicació, per donar a conèixer les activitats de la institució i ser un difusor cultural que recollís els progressos tipolitogràfics. S'edità el primer número -dedicat a Gutenberg- el 1900. Eudald Canivell n’era el director artístic i literari i la periodicitat era anual. A partir del quart any, la revista es feu trimestral i després de 1905 passà a ser mensual, sota la direcció literària d’Adolf Alegret i la direcció artística de Josep Triadó. El número de juliol de 1906 ja va ser imprès pels alumnes de l’Escola Pràctica Professional. A partir de 1927 obrirà una segona etapa i apareixerà amb el nom de Publicación Oficial del Instituto Catalán de las Artes del Libro y de la Unión Sindical de las Artes del Libro, editada per la Unión Sindical de las Industrias del Libro.

## Projecció externa
L'entitat participà l'any 1903 en l'Exposició Internacional d'Atenes.
El 1909 prengué part en la Primera Assemblea Nacional d’Editors i Llibreters.
El 1911 va organitzar el primer Congrés Internacional de les Arts del Llibre, a conseqüència del qual va néixer la Unió Patronal de les Arts del Llibre (que seria el germen de la Unió Sindical de les Indústries del Llibre).
El 1914, davant de les vacil·lacions de l'estat -que renuncià a tenir-hi representació oficial- i en una certa lluita per liderar el Comitè organitzador, que es resolgué a favor de Barcelona, l'entitat va organitzar la participació dels professionals catalans en la prestigiosa Fira del llibre de Leipzig, la més important d’Europa, que commemorava el cinquè centenari de la Reial Acadèmia d'Arts Gràfiques i de la Indústria del Llibre.
El 1917 participà en la Conferència d’Editors i Amics del Llibre, que contribuiria a crear la Cambra Oficial del Llibre, un organisme gremial.
L'any 1925, també amb alguns dels associats, concorregué a l'Exposició d'Arts Decoratives i Industrials Modernes de París.